# Nexus (studio d'animation)
Pour les articles homonymes, voir Nexus.
Nexus Co., Ltd. (株式会社Nexus, Kabushiki-gaisha Nekusasu) est un studio d'animation japonaise fondé en 2012 et situé à  Suginami, Tokyo.

## Productions

### Séries télévisées
| Année | Titre                             | Réalisateur(s)                | Dates de 1re diffusion | Dates de 1re diffusion | Nb. éps. | Remarques                                                                   | Réf(s) |
| Année | Titre                             | Réalisateur(s)                | Début                  | Fin                    | Nb. éps. | Remarques                                                                   | Réf(s) |
| ----- | --------------------------------- | ----------------------------- | ---------------------- | ---------------------- | -------- | --------------------------------------------------------------------------- | ------ |
| 2015  | Wakaba Girl (en)                  | Masaharu Watanabe             | 3 juillet 2015         | 25 septembre 2015      | 13       | Basée sur le manga écrit par Yui Hara.                                      | [ 2 ]  |
| 2015  | Chivalry of a Failed Knight       | Shin Oonuma (en) Jin Tamamura | 3 octobre 2015         | 19 décembre 2015       | 12       | Basée sur le light novel écrit par Riku Misora. Coproduit avec Silver Link. | [ 3 ]  |
| 2018  | Comic Girls (en)                  | Yoshinobu Tokumoto            | 5 avril 2018           | 21 juin 2018           | 12       | Basée sur le manga écrit par Kaori Hanzawa.                                 | [ 4 ]  |
| 2019  | Granbelm (en)                     | Masaharu Watanabe             | 5 juillet 2019         | 26 septembre 2019      | 13       | Œuvre originale.                                                            | [ 5 ]  |
| 2020  | Darwin's Game                     | Yoshinobu Tokumoto            | 4 janvier 2020         | 21 mars 2020           | 11       | Basée sur le manga écrit par FLIPFLOPs.                                     | [ 6 ]  |
| 2022  | The Eminence in Shadow            | Kazuya Nakanishi              | 5 octobre 2022         | 15 février 2023        | 20       | Basée sur le light novel écrit par Daisuke Aizawa.                          | [ 7 ]  |
| 2023  | The Eminence in Shadow 2nd Season | Kazuya Nakanishi              | 4 octobre 2023         | 20 décembre 2023       | 12       | Saison 2 de The Eminence in Shadow.                                         | [ 8 ]  |

### Films
| Année | Titre              | Réalisateur(s) | Date(s) de sortie | Remarques                                     | Réf(s) |
| ----- | ------------------ | -------------- | ----------------- | --------------------------------------------- | ------ |
| 2014  | Santa Company (en) | Kenji Itoso    | 25 octobre 2014   | Œuvre originale. Coproduit avec Kenji Studio. | ,      |